# 応誉
応誉（おうよ、円蓮社応誉上人雲冏和尚）は、江戸時代前期の浄土宗の僧。筑後国瀬高の来迎寺の住職。柳川の良清寺の開祖。蒲池統安の子。
天正6年（1578年）の耳川の戦いにおいて大友氏方として参陣した祖父蒲池鑑盛と父統安の戦死や、柳川城主の伯父蒲池鎮漣が龍造寺氏に謀殺され蒲池氏が滅ぶと、応誉は菩提を弔うため僧籍に入り、後に瀬高上荘の来迎寺の第4世住職となった。
その後、柳川藩祖の立花宗茂が正室の誾千代の菩提寺を建てる時、応誉が呼ばれ良清寺を開く。以後、応誉の子孫は良清寺を預かり代々住職を出すと共に、蒲池の名跡を再興し、立花氏の家老格の家となった。
なお、幕末に江戸幕府最後の西国郡代となった旗本の蒲池鎮克（蒲池鎮漣の娘の蒲池徳子の子孫）と、蒲池氏菩提寺である蒲池村の崇久寺で面談した記録のある柳川藩士の蒲池鎮之は、この応誉の子孫であり、歌手の松田聖子（本名・蒲池法子）の高祖父にあたる。